# Gouvernement Rodríguez Ibarra II
 Estrémadure
Ibarra I Ibarra III
Le gouvernement Rodríguez Ibarra II est le gouvernement d'Estrémadure entre le 21 juillet 1987 et le 8 juillet 1991, durant la IIe législature de l'Assemblée d'Estrémadure. Il est présidé par Juan Carlos Rodríguez Ibarra.

## Composition

### Initiale
| Fonction | Titulaire | Titulaire                                                                       | Parti   |
| --- | --------- | ------------------------------------------------------------------------------- | ------- |
| Président de la Junte                                                                                           |           | Juan Carlos Rodríguez Ibarra                                                    | PSOE-Ex |
| Vice-président Conseiller à l'Économie et aux Finances                                                          |           | José Antonio Jiménez García                                                     | PSOE-Ex |
| Conseiller à la Présidence et au Travail                                                                        |           | Ángel Álvarez Morales                                                           | PSOE-Ex |
| Conseiller à l'Agriculture et au Commerce Conseiller à l'Agriculture, à l'Industrie et au Commerce (06/06/1988) |           | Francisco Amarillo Doblado                                                      | PSOE-Ex |
| Conseiller à l'Éducation et à la Culture                                                                        |           | Jaime Naranjo Gonzalo                                                           | PSOE-Ex |
| Conseiller à la Santé et à la Consommation                                                                      |           | Alfredo Gimeno Ortiz                                                            | PSOE-Ex |
| Conseiller au Tourisme, aux Transports et aux Communications                                                    |           | Ángel Félix de Sande Borrega (jusqu'au 04/05/1988) María Emilia Manzano Pereira | PSOE-Ex |
| Conseiller aux Travaux publics, à l'Urbanisme et à l'Environnement                                              |           | Eugenio Álvarez Gómez                                                           | PSOE-Ex |
| Conseiller à l'Industrie et à l'Énergie                                                                         |           | Antonio Rosa Plaza (jusqu'au 06/06/1988)                                        | PSOE-Ex |
| Conseillère à l'Émigration et à l'Action sociale                                                                |           | María Ángeles Bujanda Alegría María Jesús López Herrero (02/02/1988)            | PSOE-Ex |

### Remaniement du4 juillet 1989
- Les nouveaux conseillers sont indiqués en italique, ceux ayant changé d'attributions en italique.

| Fonction                                                           | Titulaire | Titulaire                    | Parti   |
| ------------------------------------------------------------------ | --------- | ---------------------------- | ------- |
| Président de la Junte                                              |           | Juan Carlos Rodríguez Ibarra | PSOE-Ex |
| Vice-président                                                     |           | Antonio Ventura Díaz Díaz    | PSOE-Ex |
| Conseiller à la Présidence et au Travail                           |           | Manuel Amigo Mateos          | PSOE-Ex |
| Conseiller à l'Économie et aux Finances                            |           | Ramón Ropero Mancera         | PSOE-Ex |
| Conseiller à l'Agriculture, à l'Industrie et au Commerce           |           | Francisco Amarillo Doblado   | PSOE-Ex |
| Conseiller à l'Éducation et à la Culture                           |           | Jaime Naranjo Gonzalo        | PSOE-Ex |
| Conseiller à la Santé et à la Consommation                         |           | Alfredo Gimeno Ortiz         | PSOE-Ex |
| Conseiller au Tourisme, aux Transports et aux Communications       |           | María Emilia Manzano Pereira | PSOE-Ex |
| Conseiller aux Travaux publics, à l'Urbanisme et à l'Environnement |           | Eugenio Álvarez Gómez        | PSOE-Ex |
| Conseillère à l'Émigration et à l'Action sociale                   |           | María Jesús López Herrero    | PSOE-Ex |